# Имеон
Имеон е древно име на централноазиатската система от планински вериги включваща днешните планини Хиндукуш, Памир и Тяншан, която се простира от планината Загрос на югозапад до Алтай на североизток, свързана с Кунлун, Каракорум и Хималаите на югоизток.

## Географско положение
Подробно описание на планинската територия и населяващите я народи е дадено в арменския географски справочник „Ашхарацуйц“ на Анания Ширакаци от VII век, възможно основан на по-ранен труд на Моисей Хоренски от V век. Според картата на Централна Азия, реконструирана от акад. Сурен Еремян въз основа на текста на „Ашхарацуйц“, планинската система се дели на четири дяла, наречени съответно Южен (‘Емавон’ на арменски), Югоизточен, Северен и Североизточен, отговарящи съответно на днешния Хиндукуш, Бадахшан и Памир, Алайския хребет и хребетите на Тяншан, разположени северно от Ферганската долина и централния и източен дял на Тяншан. Имеон граничи със земите на Китай на изток, Индия на юг, ‘Ария’ (днешен Иран) на запад, и Хорезъм на северозапад.
Почти до края на XiX в. планинската верига, образувана от хребетите Фергански, Алайски, Киригизки, Кокшетау, се възприема от местното население като единна планинска верига, продължение на Тяншан и Памир, наричана „Болор“. В „Худуд Ал Алам“ (Граници на света) от неизв. персийски автор и в съчиненията на Махмуд Кашгари хребетът Болор се нарича още „Маниса“: „….планината, прилепяща
се към нея (която е разположена) между края на Хиндустан (Индия) и началото на Чинистан (Китай). Тя се нарича Manisa“…. „4. В края на Хиндустан, и в началото на Тибет, разклонение на (хребета Manisa) лежи на изток в Чинистан на разстояние 50 фарсанга.“
Планината Имеон е прочута с находището на лапис лазули в западен Бадахшан, означено на картата на Ширакаци. Мините при Сар-е-Санг са снабдявали още древните цивилизации на Египет, Месопотамия, Индия и Рим, а и днес произвеждат най-висококачествения лапис лазули в света.
Планината е била пресичана от участък на Пътя на коприната, водещ от Яркенд през Каменната кула (спомената от Птолемей и отбелязана на картата от Ашхарацуйц), през Ваханския коридор до Бадахшан и оттам до големия древен град Балх. Един по-северен вариант на пътя минава от Кашгар през горната част на Алайската долина, и оттам през Алайския хребет към Ферганската долина.

## Предполагаема връзка с прабългарите
Според една от хипотезите за произхода на прабългарите, поддържана от автори като Петър Добрев и Георги Бакалов, прародината на прабългарите е в района на планината Имеон. Основните източници за това са „Ашхарацуйц“ и византийската хроника на Михаил Сирийски от 12 век.
Сведенията на някои други историографи от античността и ранното средновековие също се използват в подкрепа на хипотезата за връзка между прабългарите и Имеон, макар че са възможни и други тълкувания. Така Агатий Миринейски, византийски автор от 6 век, съобщава, че старите земи на хуните и другите варварски народи се намират отсам планината Имай в Азия. Теофилакт Симоката, историк от началото на 7 век, споменава земетресение в оногурския град Бакат, като непосредствено след това говори за чума и земетресение в Сугдайна.

## Други
Хребетът Имеон на остров Смит в архипелага Южни Шетландски острови, Антарктика е наречен в чест на планината Имеон.